# Isten dicsősége

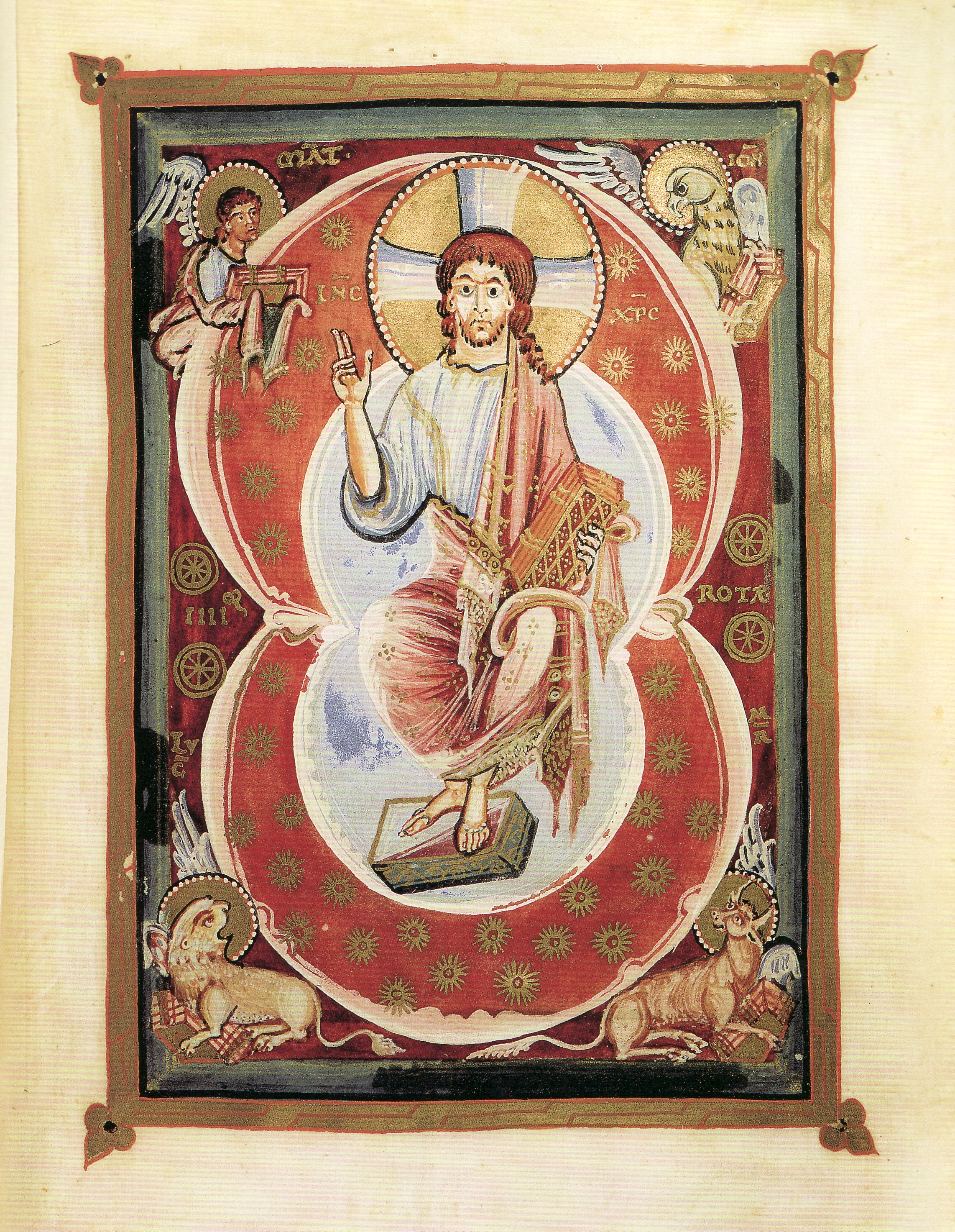
Isten dicsősége ábrázolás a németországbeli Hitda-kódexből (Hess. Landes- und Hochschulbibliothek Darmstadt Hs. 1640, fol. 7r a Commonsból

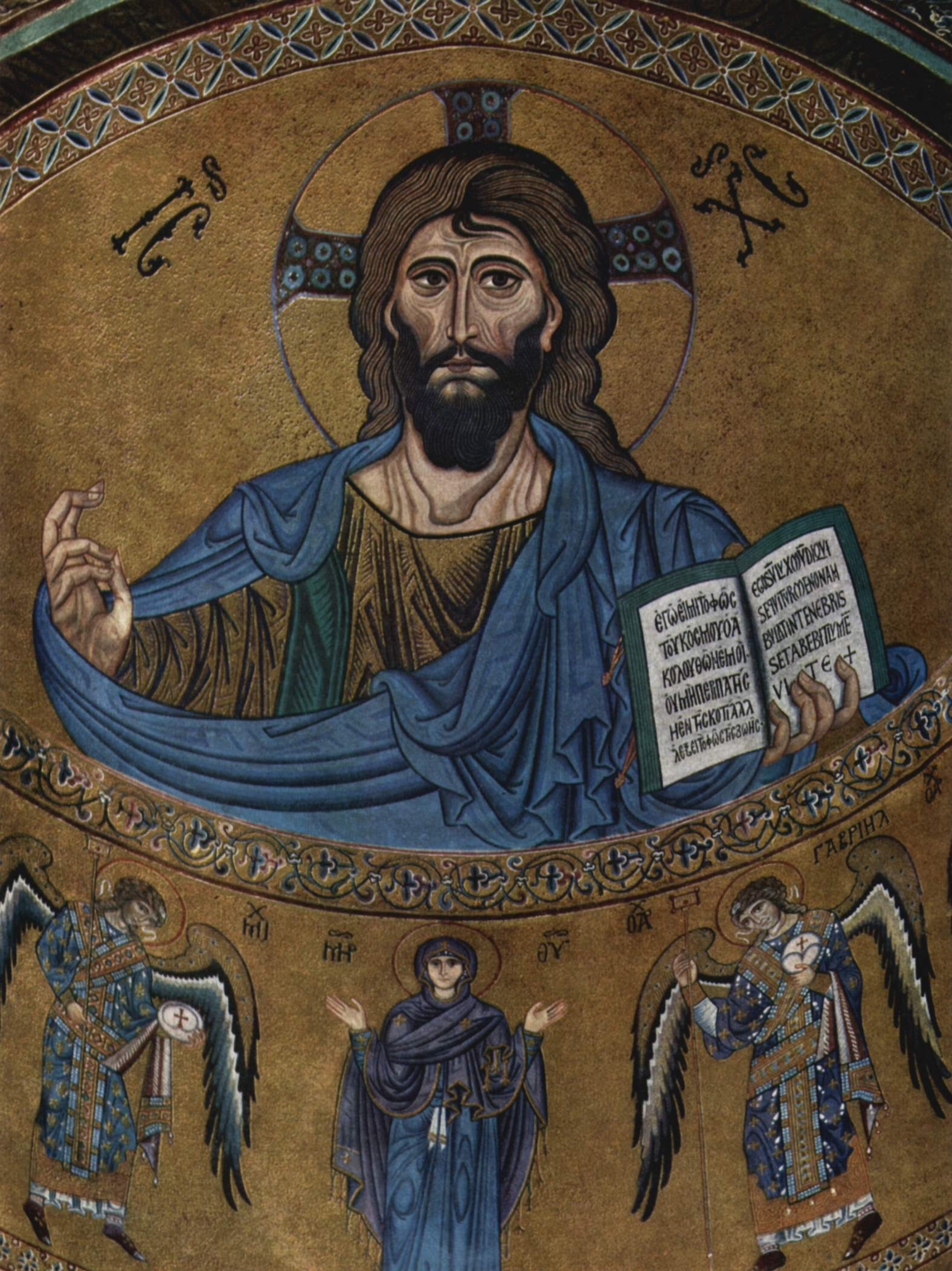
Krisztus pantokrátor a cefalùi székesegyház mozaikja

Az Isten dicsősége (Maiestas Domini) egy a középkorban nagyon kedvelt festménytéma volt. Az ábrázolás lényegében mindig ugyanaz, de számtalan variációja készült. Jézus Krisztus trónon és/vagy mandorlában látható és általában négy szárnyas lény - esetleg szimbólum formájában - veszi körül. A négy lény miben ill. kibenlétére Ezékiel könyve és a Jelenések könyve ad választ, és a Kr. u. II. század óta az evangélisták jelképeiként használatosak. Krisztus gyakran tartja bal kezében az élet könyvét jobbja pedig áldást oszt.